# Almaz
Pour les articles homonymes, voir Almaz (homonymie).

Schéma de la station russe OPS du programme Almaz

Almaz (russe : Алмаз - « diamant ») est un programme spatial militaire de l'Union Soviétique reposant sur le développement d'une station spatiale habitée (OPS) d'environ 19 tonnes et d'un vaisseau TKS chargé de la relève et du ravitaillement de l'équipage. Trois exemplaires ont été placés en orbite entre 1973 et 1976. Deux d'entre eux ont effectivement reçu un équipage. Le projet est le fruit du bureau d'études de l'ingénieur Vladimir Tchelomeï qui produit les premières spécifications en 1964. Mis de côté dans un premier temps du fait la priorité accordée au programme spatial lunaire habité soviétique, il est réactivé à la suite du succès du programme Apollo au début des années 1970. Concurrencé par le programme civil Saliout et sans appui de la part de l'armée soviétique peu convaincue par l'apport d'un équipage pour les activités spatiales militaires, le programme Almaz est mis sur la touche en 1978. Dans les années 1980/1990, trois coques de stations Almaz sont réutilisées pour réaliser les satellites de reconnaissance radar Almaz-T. Les stations Almaz d'une masse d'environ 19 tonnes pouvaient accueillir un équipage permanent de 2 à 3 personnes.

## Développement de la station Almaz
Le projet de station spatiale militaire Almaz est proposé en 1964 par l'ingénieur soviétique Vladimir Tchelomeï responsable du bureau d'études aérospatial OKB-52 basé à Reoutov dans le contexte de la guerre froide qui oppose l'URSS aux États-Unis. Le bureau d'études produit à l'époque des missiles de croisière et Tchelomei propose que ceux-ci soient guidés vers les flottes de l'OTAN par des satellites équipés de radar. La station spatiale Almaz est l'aboutissement de cette idée : elle doit être équipée d'une batterie de capteurs (optiques, électromagnétiques et radar) qui sont mis en œuvre par un équipage embarqué. Almaz est approuvé en octobre 1965 par les dirigeants soviétiques rendus inquiets par le programme de station spatiale militaire MOL de l'Armée de l'Air américaine lancé officiellement en août 1965.
La station spatiale est conçue pour être occupée par un équipage de trois personnes et a une durée de vie de 1 à 2 ans. Il est prévu que durant ce laps de temps trois équipages séjournant chacun 2 mois, se relaient dans la station spatiale. Ses dimensions et sa masse sont définies par les capacités du lanceur lourd soviétique Proton (environ 20 tonnes en orbite basse) en cours de mise au point par le bureau d'études de Tchelomei lors de la conception du projet.
Dans la version prévue à l'origine, la station spatiale est lancée avec un module de retour (Vozvrashemui Apparat ou VA) qui permet à l'équipage de revenir au sol. Comme dans le cas de la station MOL, l'équipage du VA accède à la station spatiale par une écoutille percée dans le bouclier thermique. La station Almaz ne sera jamais lancée dans cette configuration. Pour la relève des équipages et le ravitaillement de la station, Le bureau d'études propose de développer un vaisseau spécifique, le TKS, beaucoup plus lourd que le vaisseau Soyouz (20 tonnes contre 7 tonnes) qui est également lancé par la fusée Proton.

## Caractéristiques techniques
Le programme Almaz comprend deux composants majeurs :
- la station orbitale pilotée OPS (en russe Orbital’nyh Pilotiruemyh Stancij), station spatiale chargée d'héberger sur de longues durées un équipage pour qu'il puisse remplir ses objectifs de renseignement militaire
- Le vaisseau de transport et de ravitaillement TKS (Transportny Korabl Snabschenija) chargé de la relève des équipages et du transport des vivres, gaz, ergols, etc.

### La station spatiale OPS
La station spatiale est longue de 14,55 mètres et est constituée de deux cylindres de diamètres différents mis bout à bout : 4,15 mètres et 2,9 mètres. Almaz a une masse de 18,96 tonnes au lancement et 17,8 tonnes en orbite. Il emporte 1,8 tonne d'ergols. La charge utile (instrumentation, ...) a une masse de 5 tonnes. La station spatiale dispose de 2 moteurs RD-0225 de 400 kg de poussée unitaire pour modifier son orbite et de 32 petits moteurs-fusées pour contrôler son orientation. Les panneaux solaires d'une superficie de 52 m² fournissent 3 120 watts. La partie habitable a un volume de 47,5 m³ et comprend 3 sections, :
- une section de 2,9 mètres de diamètre dédiée à l'hébergement de l'équipage et séparée du compartiment suivant par un étranglement encadré par 12 réservoirs d'oxygène utilisés pour le renouvellement de l'atmosphère.
- une section de grand diamètre (4,15 mètres) servant d'atelier de travail et contenant les instruments. L'instrument principal est une caméra optique Agat-1 d'une longueur focale de 6,4 mètres et d'une ouverture de 1 mètre utilisée essentiellement à des fins de reconnaissance militaire. Les pellicules photo produites étaient stockées dans une capsule de 85 cm de diamètre baptisée KSI d'une masse de 360 kg et d'une capacité d'emport de 100 kg. Celle-ci pouvait être larguée, effectuer une rentrée atmosphérique et atterrir en douceur sur Terre grâce à un bouclier thermique et un système de parachute.
- un compartiment de transfert séparé du précédent par une écoutille et comportant un port d'amarrage pour les vaisseaux, la capsule éjectable KSI et une écoutille permettant d'effectuer des sorties extravéhiculaires.

Pour répondre aux objectifs de reconnaissance militaire, la station spatiale circule sur une orbite basse (220 x 270 km) et elle est stabilisée 3 axes (son orientation est fixe) de manière que ses instruments optiques soient toujours pointés vers la Terre. Pour que l'équipage puisse rechercher ses objectifs et ensuite maintenir ses instruments pointés vers ceux-ci durant toute la vie opérationnelle de la station spatiale, les ingénieurs ont mis au point un système de guidage complexe décentralisé avec des sous-systèmes chargés respectivement du contrôle de l'orientation, de la stabilisation, du contrôle du mouvement du centre de masse, de la navigation, et du contrôle des instruments. Le tout est piloté par un système analogique car il n'existait pas à l'époque en Union soviétique d'ordinateur capable de fonctionner durant un an. La stabilisation de l'orientation dans les 3 axes et la rotation lente de la station spatiale est obtenue à l'aide d'un volant d'inertie sphérique de 60 centimètres de diamètre développé par l'Institut de recherche scientifique panrusse d'électromécanique (ex NII-627). Une roue de réaction est utilisée pour faire pivoter rapidement la station autour de son axe longitudinal avec une vitesse de rotation de 1°/seconde. Une précision de 10 minutes d'arc était obtenue en utilisant le signal d'un radar Doppler embarqué. Cet ensemble était très bruyant et gênant pour l'équipage mais il permettait d'économiser 10 à 15 grammes d'ergols par orbite. Almaz fut la première station spatiale à utiliser des volants d'inertie faisant appel à des paliers magnétiques. Le contrôle d'orientation disposait de plusieurs modes de fonctionnement : le cosmonaute pouvait orienter la station manuellement, en agissant sur une manette, pour observer une cible à terre, centrer l'objectif dans un collimateur d'une lunette de visée puis utiliser la manette pour déclencher l'alignement de la station et le pointage de la caméra, revenir à un pointage préenregistré ou mettre la station au repos en rotation lente. Par ailleurs les ingénieurs de Tchelomei développèrent un système de contrôle digital reposant sur deux ordinateurs Argon-16A pour vérifier l'orientation de la station spatiale et le pointage de la caméra Agat-1

### Le vaisseau de ravitaillement TKS
Le vaisseau spatial TKS est spécifiquement conçu pour assurer la relève des équipages et le ravitaillement de Almaz. Imaginé par Vladimir Tchelomeï TKS est composé de deux modules ; le module VA qui permet de transporter un équipage de trois personnes en le ramenant sur Terre et le module pressurisé FGB qui permet de transporter le ravitaillement de la station pour 90 jours. Le vaisseau pèse 20 tonnes, mesure plus de 13 mètres de long et est mis en orbite par le lanceur Proton.

## Historique des missions
Trois stations spatiales Almaz OPS ont été successivement placées en orbite et ont été occupées de manière sporadique entre 1973 et 1977. Il s'agissait à chaque fois de la version provisoire de l'Almaz à laquelle s'amarraient des vaisseaux Soyouz, faute de disposer du vaisseau de ravitaillement et de relève d'équipage TKS prévu initialement mais dont le développement prit beaucoup de retard. La première station, OPS-1, est perdue avant même qu'un équipage ne l'occupe. Cinq équipages, composés à chaque fois de deux cosmonautes, sont lancés successivement pour occuper les stations suivantes, mais deux d'entre eux ne parviendront pas à s'amarrer à la suite de défaillances du système de rendez-vous automatique Igla. Le temps total passé dans l'espace par les équipages a été de 81 jours. Le programme Almaz est finalement annulé avant le lancement du quatrième exemplaire de station spatiale, faute de soutien des militaires, peu convaincus par l'apport d'un équipage pour les missions de reconnaissance.

### OPS-1 / Saliout 2 (avril 1973)
La première station Almaz (OPS-1 ou Almaz 101.1) est transférée à la base de lancement de Baïkonour début 1973 et, après une série de tests au sol, est lancée par une fusée Proton le 3 avril 1973, soit environ 2 ans après la première station spatiale soviétique Saliout 1. Les autorités soviétiques, ne souhaitant pas rendre publique l'existence d'un deuxième programme de station spatiale développé à des fins militaires, présentent OPS-1 comme le successeur de Saliout 1 et elle est baptisée Saliout 2. Un équipage composé de Pavel Popovitch (commandant) et de Iouri Artioukhine devait rejoindre la station huit jours plus tard, mais son vol est retardé par des problèmes techniques sur leur vaisseau Soyouz. Treize jours après le lancement de Saliout 2, alors que Popovitch et Artioukhine n'ont pas encore décollé, le contrôle au sol détecte une perte de pression dans la partie pressurisée de la station et celle-ci est considérée comme perdue. L'enquête menée met en cause un défaut de soudure sur une ligne d'alimentation du système de propulsion qui aurait abouti à la perforation de l'enveloppe pressurisée lors de la mise à feu des moteurs. Mais des investigations ultérieures démontrèrent une autre origine du problème. Trois jours après le lancement de Saliout 2, l'étage supérieur du lanceur Proton, qui contenait encore une tonne d'ergols, avait explosé produisant un nuage de débris circulant sur une orbite proche de celle de la station spatiale. Huit jours plus tard, un de ces débris aurait apparemment perforé la coque de la station avec une vitesse relative d'environ 300 m/s. Peu après la perte de la station, les autorités soviétiques annoncent que les opérations à bord de Saliout se sont achevées et que l'ensemble des objectifs ont été remplis. Au cours des années suivantes, les responsables du programme spatial continueront d'affirmer qu'un équipage était à bord et qu'une liaison radio était régulièrement établie avec celui-ci. Ce n'est qu'en 1985 qu'il fut rendu public qu'aucun équipage n'avait occupé la station en expliquant que celle-ci avait été perdue à la suite d'une défaillance du système de contrôle d'attitude. Malgré le secret entourant le programme Almaz, les spécialistes occidentaux détectèrent immédiatement le caractère militaire de la mission notamment du fait de l'utilisation d'une fréquence radio (19,994 MHz) identique à celle des satellites de reconnaissance soviétiques. Dans l'ignorance du nom du programme, les stations Almaz étaient désignées sous l'appellation Saliout militaire.

### OPS-2 / Saliout 3 (mai 1974 - janvier 1975)

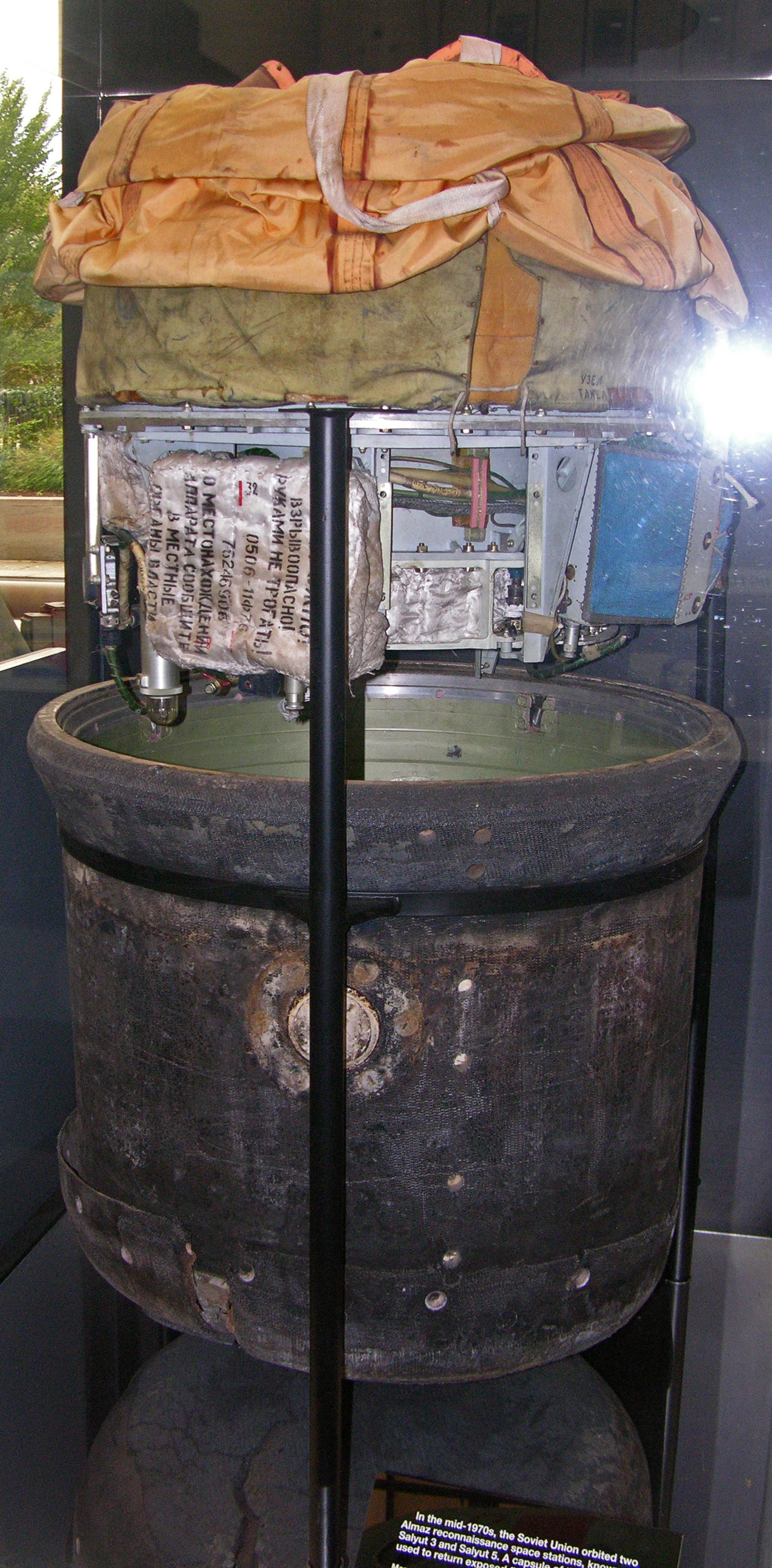
Capsule de retour de Almaz 3.

Peu avant le lancement de la deuxième station du programme Almaz, un vaisseau Soyouz 7K-T, modifié pour le ravitaillement et la relève des équipages de cette station spatiale, est lancé. La mission, baptisée officiellement Cosmos-656, est lancée le 27 mai 1974. Un mois plus tard, le 25 juin 1974, la station spatiale OPS-2 est placée en orbite et est présentée comme la troisième station Saliout. Les sources officielles indiquent que Saliout 3 est équipée d'une système de contrôle d'attitude électromécanique utilisant des actionneurs gyroscopiques (baptisés gyrodynes par les ingénieurs soviétiques). Parmi les autres caractéristiques notables rendues publiques au moment du lancement figurent des panneaux solaires orientables, un système de régulation thermique amélioré prenant en compte les spécificités de chaque section, le recours à un système de recyclage des eaux usées et une capsule de rentrée permettant de renvoyer au sol une petite charge utile. Après l'éclatement de l'Union soviétique, les sources écrites rendues disponibles dévoileront que la station spatiale emportait 14 instruments optiques différents dont un télescope Agat-1 ayant une longueur focale de 6,375 mètres, un viseur optique OD-5, une caméra panoramique POU, une caméra topographique, un viseur d'étoiles et une caméra infrarouge fournissant des images avec une résolution spatiale de 100 mètres,.
Cet exemplaire de la station spatiale Almaz embarquait également un canon automatique Rikhter R-23 de 23 mm développé par le bureau d'étude Nudelman et fixé à l'extrémité avant de la station spatiale. Ce canon autolubrifiant était une version modifiée de la mitrailleuse lourde installée sur le poste de tir situé dans la queue du bombardier Tu-22 qui était capable de tirer 950 coups par minute. Chaque projectile de 200 grammes a volé à une vitesse de 690 m/s par rapport à la station. La mitrailleuse étant fixe, pour atteindre une cible, l'équipage devait faire pivoter l'ensemble de la station spatiale de manière que l'arme soit pointée vers sa cible. Durant les exercices effectués au sol, le canon s'était avéré capable de couper en deux un container métallique mais le tir secouait tellement la station spatiale qu'il avait été décidé, qu'une fois dans l'espace, l'arme serait testée sans que l'équipage soit présent dans la station.
Le premier équipage choisi pour occuper Saliout 3 était composé de Pavel Popovitch, un cosmonaute expérimenté et de Iouri Artioukhine qui n'avait jamais volé auparavant. Leur vaisseau Soyouz 14 décolle le 3 juillet 1974 de la base de lancement de Baïkonour. Le lancement a été particulièrement précis et le vaisseau spatial se retrouve rapidement à seulement 600 mètres de la station. La première phase d'approche est automatique et lorsque la distance entre le vaisseau Soyouz et la station spatiale n'est plus que de 100 mètres, Popovitch reprend les commandes. Après l'amarrage, une petite fuite d'air est détectée au niveau du collier d'amarrage mais le centre de contrôle évalue le problème comme mineur et donne son accord pour que l'équipage pénètre dans la station spatiale. Celui-ci occupe la station le 4 juillet et y reste durant 2 semaines. Officiellement, les équipements de télémesure ont été activés le 9 juillet et ont été utilisés durant plusieurs jours pour photographier la surface terrestre, notamment l'Asie centrale. Les spécialistes occidentaux ont affirmé que des cibles avaient été déposées dans la région de Tyuratam pour mesurer les capacités des instruments de Saliout 3 en tant que satellite de renseignement militaire. Au cours de la mission, l'équipage largue la capsule KSI pour expédier les pellicules photo sur Terre. L'équipage rejoint la terre ferme le 19 juillet 1974.

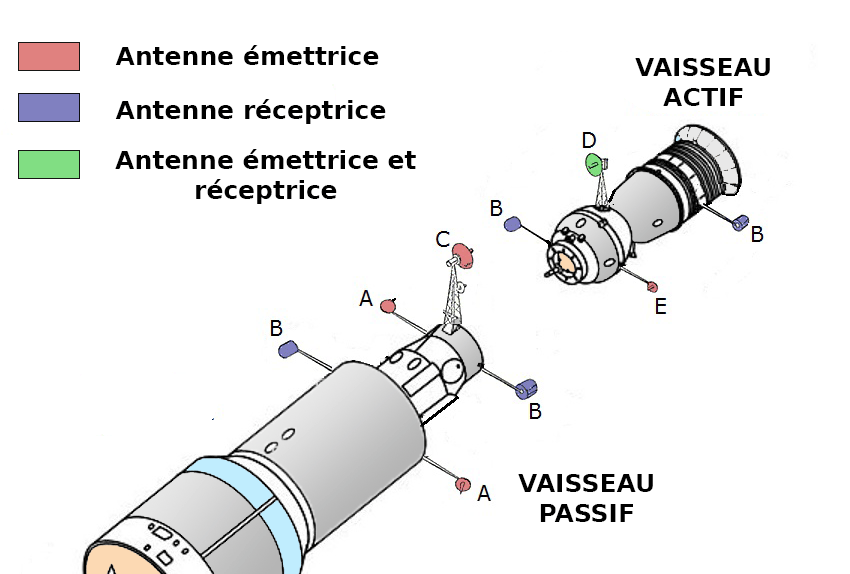
Une défaillance du système de rendez-vous automatique Igla, dont les composants externes sont montrés sur ce schéma, a failli être fatale à l'équipage de Soyouz 15.

Le deuxième équipage de la station spatiale est composé de Guennadi Sarafanov (commandant) et Lev Demin. Ils décollent le 26 août 1974 à bord de Soyouz 15. Mais des problèmes avec le système de rendez-vous automatique Igla entraînent l'échec de l'amarrage du vaisseau qui revient sur Terre deux jours après avoir décollé. Selon les responsables soviétiques, la mission est une réussite et a permis de tester plusieurs modes de rendez-vous. Grace à la publication de l'histoire officielle du constructeur Energia deux décennies plus tard, on apprendra que l'équipage n'est pas passé loin de la catastrophe. Alors que le vaisseau Soyouz se trouvait à 300 mètres de la station, le système Igla, au lieu de passer en mode d'approche finale, entame des manœuvres qui sont normalement réalisées alors que la station se trouve encore à 3 kilomètres de distance. Utilisant sa propulsion il accélère et frôle à une vitesse relative de 72 km/h la station spatiale. Avant que l'équipage ne comprenne le problème, le vaisseau effectue deux autres manœuvres passant à chaque fois à faible distance de OPS-2. Lorsque l'équipage parvient à reprendre la main, le vaisseau ne dispose plus de suffisamment d'ergols pour poursuivre la mission et l'équipage effectue les manœuvres pour revenir sur Terre.
À la suite de cette mission, le système Igla est revu en profondeur ce qui entraîne un report de la mission suivante. Ne disposant plus de suffisamment d'ergols pour se maintenir à une altitude suffisante, la station spatiale est volontairement désorbitée et ses restes s'écrasent dans l'Océan Pacifique le 24 janvier 1975. Officiellement, la mission de Saliout 3 est un succès qui permit de tester l'engin spatial durant 7 mois, soit deux fois la durée prévue. Les publications soviétiques dévoilent que Saliout 3 est la première station spatiale à avoir maintenu son orientation fixe par rapport à la Terre en effectuant 500 000 corrections à l'aide de sa propulsion. Pour les spécialistes occidentaux, ce fait confirme la nature militaire de la station spatiale. Plusieurs années plus tard, il sera révélé que les contrôleurs au sol testèrent le fonctionnement de la mitrailleuse lourde en tirant 3 coups dans la direction opposée au sens de déplacement de la station afin de réduire la vitesse orbitale des balles et ainsi accélérer leur rentrée atmosphérique.

### OPS-3 / Saliout 5 (juin 1976 - août 1977)
Le troisième exemplaire de la station, OPS-3, est placé en orbite le 22 juin 1976. Les responsables soviétiques annoncent que la nouvelle station, baptisée Saliout 5 — un deuxième exemplaire de la station civile, Saliout 4, a été lancé peu auparavant — emporte un nouveau système radio qui permet de transmettre des données en temps réel au sol. Le premier équipage, composé de deux hommes, Boris Volynov (commandant) et Vitaliy Zholobov, décolle de Baïkonour à bord de Soyouz 21 le 6 juillet 1976. Une fois de plus le système de rendez-vous automatique Igla est défaillant malgré les améliorations apportées, et la phase finale de l'approche ainsi que l'amarrage à la station spatiale sont réalisés manuellement. L'équipage doit rester deux mois dans l'espace. Mais peu avant la fin de la mission, l'équipage signale de mauvaises odeurs et souffre de maux de tête. Le contrôle au sol, redoutant la contamination de l'atmosphère de la station spatiale par des produits chimiques toxiques, peut-être liée à une fuite d'ergols dans les compartiments pressurisés, décide de mettre fin de manière prématurée au vol. L'équipage revient au sol le 24 août.
L'équipage suivant a pour mission d'analyser l'atmosphère de la station spatiale et de déterminer l'origine des produits toxiques ayant provoqué le départ de son équipage. Il est composé de Viatcheslav Zoudov (commandant) et Valeri Rojdestvenski. Les deux cosmonautes décollent à bord de Soyouz 23 le 14 octobre 1976. Une fois de plus, le système Igla fonctionne de manière erratique et, lorsque le pilote décide de passer en commande manuelle, le vaisseau ne dispose plus de suffisamment d'ergols pour poursuivre la mission. L'équipage retourne sur Terre deux jours après avoir décollé. L'atterrissage est particulièrement dramatique ; la capsule, qui d'habitude se pose sur la terre ferme, atterrit pour la première fois sur une étendue d'eau, le lac Tengiz. Il fait nuit, le lac est à moitié gelé, une tempête de neige est en cours et la température au sol est de -20 °C ; le vaisseau est à 8 kilomètres de la rive avec son antenne radio immergée interdisant tout contact entre l'équipage de Soyouz 23 et les sauveteurs. Il faudra de nombreuses heures à ceux-ci et l'intervention d'hélicoptères et de plongeurs pour parvenir à tirer le vaisseau Soyouz jusqu'à la rive (l'hélicoptère ne parvient pas à le soulever) et en extraire un équipage très secoué.
L'objectif, qui n'a pu être rempli par la mission Soyouz 23, est confié à un nouvel équipage composé de Viktor Gorbatko et Iouri Glazkov. Ceux-ci décollent de Baïkonour le 7 février 1977 à bord de Soyouz 24 et parviennent à s'amarrer à Saliout 5. L'équipage ne détecte aucune anomalie dans la composition de l'atmosphère de la station spatiale. Il réalise une expérience démontrant la possibilité de remplacer complètement l'atmosphère de celle-ci. L'équipage revient au sol le 25 février. Un jour plus tard, l'éjection de la petite capsule KSI est déclenchée par le contrôle au sol et son contenu ainsi que le bouclier thermique sont récupérés. Un quatrième équipage, composé de Anatoli Berezovoï et Mikhail Lisun, devait prendre la suite à bord d'OPS-3 ; mais Valentin Glouchko, le responsable de NPO Energia — constructeur des vaisseaux Soyouz — n'est pas en mesure de fournir un nouveau vaisseau avant au moins 4 mois (la fabrication de seulement trois vaisseaux était prévue sur la durée de vie de la station). Pour que la mission de la station spatiale puisse être prolongée de cette durée, il manque 70 kg d'ergols, servant à compenser régulièrement les forces de traînée de l'atmosphère résiduelle et maintenir la station à une altitude suffisante (elle a besoin de 250 kg d'ergols pour 4 mois). En conséquence les responsables du programme décident de désorbiter de manière contrôlée la station dont les restes calcinés plongent dans l'Océan Pacifique le 8 août 1977.

### OPS-4
Des changements importants sont apportés à la version suivante de la station spatiale Almaz. OPS-4 est équipée d'un nouveau système d'amarrage conçu pour recevoir le  vaisseau TKS qui devait dès le départ prendre en charge à la fois le ravitaillement et la relève des équipages mais dont le développement avait pris du retard. Ce vaisseau lourd de 20 tonnes doit permettre, contrairement au vaisseau Soyouz, d'apporter du ravitaillement, de quoi renouveler l'atmosphère et des ergols. Pour prendre en compte le retard du développement du TKS, une deuxième écoutille placée à l'autre extrémité de la station spatiale permet aux vaisseaux Soyouz de s'amarrer. Le télescope qui constituait jusque-là le principal instrument de la station spatiale est remplacé par un radar et des équipements destinés à l'écoute électronique. La mitrailleuse lourde équipant les versions précédentes est remplacée par deux missiles non guidés à propergol solide. Mais au début de 1978, les fonds consacrés à la construction de l'OPS-4 s'amenuisent, ce qui repousse la date de sa mise à disposition. Les militaires soviétiques sont de plus en plus sceptiques concernant l'apport d'un équipage pour des missions de reconnaissance spatiale. L'arrêt du développement de la station spatiale militaire MOL de l'Armée de l'Air américaine dès la fin des années 1960 contribue à limiter les arguments en faveur d'Almaz. Par ailleurs le concepteur du programme Almaz, Tchelomei, a perdu son principal soutien, le ministre de la Défense Andreï Gretchko, décédé en 1976. Son successeur, Dmitri Oustinov, est un opposant de longue date de Tchelomei. Le 28 janvier 1978, le gouvernement soviétique met officiellement fin aux missions avec équipage utilisant la station spatiale Almaz. Celle-ci sera désormais utilisée comme un satellite de reconnaissance radar pouvant éventuellement recevoir des équipages uniquement pour assurer sa maintenance,.

## Les satellites radar Almaz-T

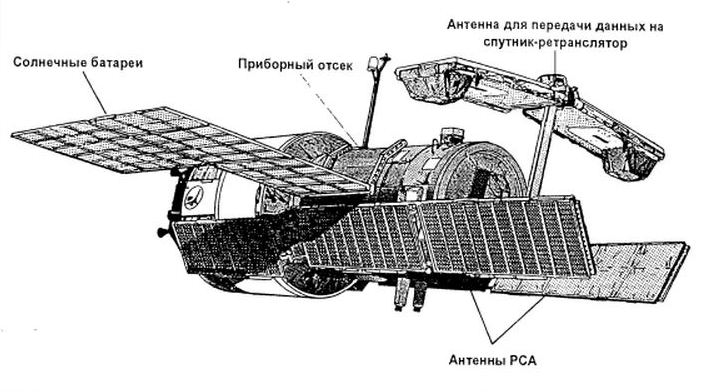
Schéma du satellite radar Almaz-T.

Après l'annulation du programme Almaz avec équipage, Almaz est transformé en satellite de reconnaissance radar sous l'appellation Almaz-T. Trois de ces satellites ont été lancés, dont deux ont fonctionné avec succès en orbite. Le premier exemplaire du satellite Almaz-T décolle de Baïkonour le 29 octobre 1986. Sa mise en orbite échoue à la suite de la défaillance de son lanceur Proton dont le premier et le deuxième étage ne se séparent pas comme prévu. Le dispositif de sécurité est déclenché et le vaisseau spatial est détruit. Le deuxième exemplaire, lancé sous l'appellation Cosmos-1870, décolle le 25 juillet 1987. Le satellite fonctionne pendant deux ans, fournissant des images radars avec une résolution spatiale allant jusqu'à 25 mètres. Il est désorbité le 30 juillet 1989. Almaz-1, le troisième exemplaire est lancé le 31 mars 1991 sous l'appellation Almaz-1. Plusieurs incidents émaillent la mise en orbite. L'antenne de communication destinée à la transmission des images via le satellite de relais Loutch ne peut être déployée. L'un des panneaux solaires ne se déploie pas complètement, ce qui obstrue partiellement une des antennes radar. Néanmoins le satellite fournit des données exploitables et après 18 mois en orbite, Almaz-1 effectue une rentrée atmosphérique contrôlée le 17 octobre 1992 au-dessus de l'océan Pacifique. Le quatrième exemplaire, Almaz-2, n'est pas lancé. Il disposait d'un nouveau radar qui aurait permis une résolution spatiale de 5 à 7 mètres. Il emportait en outre une caméra pouvant capter des images avec une résolution spatiale comprise entre 2,5 - 4 mètres.

## Autres usages de la station spatiale Almaz
Le module FGB du TKS a formé la base des modules connectés à la station Mir et des composants russes de la Station spatiale internationale.
La société privée Excalibur Almaz a racheté du matériel Almaz (des capsules TKS et deux stations Almaz inachevées) pour effectuer des vols orbitaux commerciaux, après remise aux normes et rénovation de ces capsules.

## Chronologie du programme Almaz
| Date              | Événement | Note                                                                   |
| ----------------- | --- | ---------------------------------------------------------------------- |
| 1964              | Le programme spatial militaire Almaz, comprenant une station spatiale OPS et le vaisseau spatial TKS, est proposé par Vladimir Tchelomeï responsable du bureau d'études OKB-52 |                                                                        |
| 1965              | Lancement du développement |                                                                        |
| 1970              | Le programme DOS (Saliout), station spatiale civile dérivée d'OPS, est approuvé ; le projet militaire Almaz est mis en suspens                                                 |                                                                        |
| 1972              | Réactivation du programme Almaz |                                                                        |
| 3 avril 1973      | Lancement de la première station spatiale Almaz OPS-1/Saliout 2 |                                                                        |
| 29 avril 1973     | Rentrée atmosphérique de la station OPS-1 | La station est perdue à la suite d'une dépressurisation accidentelle   |
| 25 juin 1974      | Lancement de la deuxième station du programme Almaz OPS-2/Saliout 3 |                                                                        |
| 4 juillet 1974    | Lancement du premier équipage de OPS-2 à bord de Soyouz 14 |                                                                        |
| 19 juillet 1974   | Retour sur Terre de l'équipage de Soyouz 14 |                                                                        |
| 26 août 1974      | Lancement de l'équipage de Soyouz 15 |                                                                        |
| 27 août 1974      | Échec de la tentative d'amarrage de Soyouz 15 qui revient sur Terre le lendemain                                                                                               |                                                                        |
| 23 septembre 1974 | La capsule KSI de OPS-2 est éjectée et est récupérée au sol |                                                                        |
| 24 janvier 1975   | La station spatiale OPS-2 effectue sa rentrée atmosphérique et est détruite |                                                                        |
| 22 juin 1976      | Lancement de la troisième station spatiale du programme Almaz OPS-3/Saliout 5                                                                                                  |                                                                        |
| 6 juillet 1975    | Lancement du premier équipage de OPS-3 à bord de Soyouz 21 qui s'amarre le lendemain à la station spatiale                                                                     |                                                                        |
| 24 août 1976      | Retour sur Terre de l'équipage de Soyouz 21 | Retour prématuré à la suite d'une intoxication apparente de l'équipage |
| 14 octobre 1976   | Lancement du second équipage de OPS-3 à bord de Soyouz 23 |                                                                        |
| 15 octobre 1976   | Échec de l'amarrage de Soyouz 23 (mauvais fonctionnement de Igla) |                                                                        |
| 16 octobre 1976   | Atterrissage de Soyouz 23 sur le lac Tengiz et récupération mouvementée de l'équipage                                                                                          |                                                                        |
| 15 décembre 1976  | Premier essai en vol du module de retour VA du vaisseau TKS |                                                                        |
| 7 février 1977    | Lancement du troisième équipage de OPS-3 à bord de Soyouz 24 et amarrage à la station le lendemain                                                                             |                                                                        |
| 25 février 1977   | Retour sur Terre de l'équipage de Soyouz 24 |                                                                        |
| 26 février 1977   | La capsule KSI de OPS-3 est éjectée et est récupérée au sol |                                                                        |
| 8 août 1977       | La station spatiale OPS-3 effectue sa rentrée atmosphérique et est détruite |                                                                        |
| 1978              | Coup d'arrêt de la version avec équipage de la station spatiale OPS. Pour les lancements suivants, celle-ci est configurée comme un satellite de reconnaissance radar Almaz-T  |                                                                        |
| 1982              | Le programme Almaz-T est mis en suspens à la suite de la priorité donnée à la navette spatiale Bourane                                                                         |                                                                        |
| 1986              | Le programme de satellites de renseignement radar Almaz-T est réactivé |                                                                        |
| 17 octobre 1992   | Lancement du troisième et dernier satellite de renseignement radar Almaz-T |                                                                        |

### Articles de référence
- (en) A.A. Siddiqi, « The Almaz Space Station Complex : A history, 1964-1992 : Part 1 : 1964-1976 », Journal of the British Interplanetary Society, vol. 54, nos 11/12,‎ novembre/décembre 2001, p. 389-416 (lire en ligne)
- (en) A.A. Siddiqi, « The Almaz Space Station Complex : A history, 1964-1992 : Part 2 : 1964-1976 », Journal of the British Interplanetary Society, vol. 55, nos 1/2,‎ janvier/février 2002, p. 35-67 (lire en ligne)